# Улица Баускас (Рига)
Улица Ба́ускас (латыш. Bauskas iela) — улица в Риге. Находится в Пардаугаве, в Земгальском предместье. Начинается от улицы Елгавас, проходит через Торнякалнс, Зиепниеккалнс, Бишумуйжу и заканчивается на границе города в Катлакалнсе. Продолжение улицы проходит по территории Кекавского края.
На месте пересечения с Карла Улманя гатве построен путепровод.
По всей длине этой улицы проходит автобусный маршрут № 23.

## История
Улица возникла на месте одной из старых торговых дорог, ведущих через Бауску в Литву. Первое официальное упоминание зафиксировано в Рижской адресной книге за 1846 год, где улица именована Bauskesche Str. (Бауская улица или Большая Бауская улица).
После присоединения к городу Митавского предместья улица шла до городской черты, с 1887 года до Бишумуйжи, с 1924 года до нынешней границы Риги. До 27 июня 1968 года участок улицы от Бишумуйжи до границы города носил название Баускас цельш.
Жилые дома на этой старой городской улице чередовались с промышленной постройкой. За свою долгую историю она служила местом расположения многих крупных предприятий.
В 1910 году по улице было организовано трамвайное движение. Трамвай ходил от улицы Телтс до Бишумуйжи. Во время Первой мировой войны рельсы были демонтированы.
После проведения восстановительных работ, повторное открытие одноколейного маршрута состоялось 18 ноября 1926 года.
Возобновлённый маршрут был продлён и начинался от детской больницы Армитстеда. В наши дни трамвай идёт через Даугаву в центр города.

## Историческая и значимая застройка
- Баускас, 2 — доходный дом Режайса-Резниса с магазинами (архитектор Вильгельм Хофманис, 1900).
- Баускас, 3 — цементный завод и маслобойня К. Х. Шмидта. В конце 20-х, начале 30-х годов здесь размещался кинотеатр «Риалто».
- Баускас, 4 — доходный дом Лусиса с магазинами (архитектор Эдмунд фон Тромповский, 1911).
- Баускас, 8 — доходный дом Бенуша (архитектор Николай Яковлев, 1912). В 30-х годах поменял владельца. До Первой мировой войны в доме располагались Торнякалнское торговое общество, Методистская церковь и Религиозное общество «Братская любовь».
- Баускас, 13 — по этому адресу в 30-х годах функционировала Бишумуйская аптека фармацевта Г. Шабловского.
- Баускас, 16 — кожевенный завод Оскара Вилденберга, позднее дубильное производство, Рижская кожевенная фабрика, обувной комбинат «Блазма», производственное объединение «Пирмайс майс», производственная фирма «Пирмаден». Во времена Первой республики на этой территории размещалось пожарное депо Торнякалнского добровольного общества пожаротушения.
- Баускас, 16а — особняк администрации завода Вилденберга. Памятник архитектуры.
- Баускас, 20 — дом в котором находились эстонское представительство акционерного общества «Оскар Вилденберг» и квартира генерального консула Эстонской Республики Г. Розенфельда.
- Баускас, 31 — на этом месте стоял не сохранившийся дом матери Алексиса Миерлаука, одного из основоположников национальной театральной режиссуры.
- Баускас, 48 — усадьба Волковича «Bellevue», деревянное здание которой было построено в третьей четверти XVIII века в стиле позднего барокко.
- Баускас, 57 — некоторое время здесь находился детский сад Латвийской женской национальной лиги.
- Баускас, 58 — завод Парцуфа, далее кожевенная фабрика «Латхром», кожевенная фабрика «Ако» Каца и Парцуфа, предприятие по обработке кожевенных изделий «Стелла», текстильно-торговое объединение «З. Хорон», красильня, обувная фабрика М. Петрова, предприятие по переработке вторичного сырья.
- Баускас, 58а — комплекс административных зданий «Валдо», два стеклянных корпуса выполненные в стиле современного минимализма (архитектор Андрис Ариньш, 2003).
- Баускас, 59 — металлообрабатывающее производство «Братья Буши», далее переоборудованное под фанерную фабрику, заводы «Фурниерс», «Лигнумс», «Латвияс берзс», производственное объединение «Латвияс Финиерс».
- Баускас, 86 — учебный комбинат Министерства автомобильного транспорта и шоссейных дорог Латв. ССР, после 1991 года Дирекция дорожной безопасности Министерства сообщения Латвии.
- Баускас, 88 — Рижская 58-я семилетняя школа, с 1996 года — Бишумуйжская начальная школа.
- Баускас, 93 — бывшие казармы Торнякалнского добровольного общества пожаротушения.
- Баускас, 98 — собственный дом предпринимателя и общественного деятеля В. Ансвиесулиса.
- Баускас, 112 — в одной из квартир этого дома жил главный редактор издательства «Baltijas korespondence» Х. Витолс.
- Баускас, 121 — на этом месте до начала 20-х годов находился Бишумуйжский рынок.
- Баускас, 133 — бывшая усадьба. После смены владельца использовалась для нужд лакокрасочного производства.
- Баускас, 134 — бывшая обувная фабрика М. Герзона.
- Баускас, 143 — акционерное общество «В. А. Лапшин», далее спичечная фабрика «Вулкан» и спичечная фабрика «Везувий». В наши дни — производственное предприятие «Тройя».
- Баускас, 145 — производственное здание, стоявшее на участке Бишумуйжской мельницы. В наши дни — молодёжный клуб «Фауна».
- Баускас, 147 — бывшая усадьба «Бишумуйжа». Памятник архитектуры. (См. подробнее в статье Бишумуйжа).
- Баускас, 149 — конечная остановка десятого трамвая.
- Баускас, 166 — бывшая фабрика Шолтинга, в дальнейшем — кожевенная фабрика К. Дравниека. В 1934 году в подвальном помещении этого здания находилась нелегальная типография Коммунистической партии Латвии. В наши дни — Бишумуйжский филиал Центральной библиотеки (бывшая 24-я библиотека).
- Баускас, 170 — здание до 20-х годов было частью усадьбы «Фокамуйжа».
- Баускас, 180 — Рижский молочный комбинат. Основан в 1924 году. Главное здание перестроено в 1963 году, добавлен административный корпус (1969) и фабрика по производству мороженого (1971).
- Баускас, 209 — водоочистной комплекс «Даугава»[2].

На иллюстрациях даны фото улицы Баускас в постепенном продвижении от её начала (в месте пересечения с улицей Елгавас), до корпусов Рижского молочного комбината.